# Фрик, Альберт (политик)
Альберт Фрик (нем. Albert Frick) (родился 21 октября 1948 года) — лихтенштейнский политик, член Прогрессивной гражданской партии и действующий президент ландтага Лихтенштейна с марта 2013 года.

## Биография
Фрик был членом муниципального совета Шана с 1991 по 2011 год от Прогрессивной гражданской партии. С 1995 года до ухода из муниципального совета в 2011 году он был представителем парламентской группы Прогрессивной гражданской партии, а с 2003 по 2007 год занимал должность вице-президента Шана.
В феврале 2009 года Фрик впервые был избран в государственный парламент Княжества Лихтенштейн от своей партии. Он был переизбран в феврале 2013 и феврале 2017 года. В качестве члена парламента с 2013 года занимал должность председателя государственного парламента. Он также был членом различных органов, таких как Комиссия по внешней политике (с 2009 по 2013 год в качестве члена и с 2013 года в качестве ее председателя). Он был членом делегации Лихтенштейна в парламентских комитетах государств ЕАСТ и ЕЭЗ с 2009 по 2013 год и возглавлял делегацию с 2013 по 2014 год. Он заменил Гарри Квадерера в 2013 году, а в 2014 году его, наконец, заменил сам Эльфрид Хаслер.
В июне 2015 года Фрик впервые посетил Азербайджан c официальным визитом.